# Polistirene
Il polistirene, noto anche come polistirolo, è un polimero derivato dallo stirene.
È un polimero aromatico termoplastico dalla struttura lineare. A temperatura ambiente è un solido vetroso; al di sopra della sua temperatura di transizione vetrosa, circa 100 °C, acquisisce plasticità ed è in grado di fluire; comincia a decomporsi alla temperatura di 271°C.
Il polistirene espanso si presenta in forma di schiuma bianca leggera, spesso modellata in sferette o chips, e viene usato per l'imballaggio e l'isolamento.
Chimicamente inerte rispetto a molti agenti corrosivi, è solubile nei solventi organici clorurati (ad esempio diclorometano e cloroformio), in trielina, in acetone e in alcuni solventi aromatici come benzene e toluene.

## Storia
Il polistirene fu scoperto per la prima volta nel 1839 da Eduard Simon, uno speziale berlinese. Dalla resina del Liquidambar orientalis distillò una sostanza oleosa, un monomero che chiamò styrol, dal nome tedesco della resina Styrax. Alcuni giorni dopo, notò che il monomero si era trasformato in una gelatina e le attribuì il nome di Styroloxyd (ossido di stirene), pensando che fosse un prodotto di ossidazione. Nel 1845 i chimici John Blyth e August Wilhelm von Hofmann dimostrarono che la stessa trasformazione dello stirene poteva avvenire in assenza di ossigeno, chiamarono la loro sostanza metastirene e fu dimostrato successivamente che la sostanza era identica allo Styroloxyd. Nel 1866 Marcellin Berthelot identificò correttamente il processo come una reazione di polimerizzazione.

## Sintesi
La polimerizzazione dello stirene è spontanea benché lentissima anche a temperatura ambiente se lo stirene non contiene appositi composti inibitori, è una reazione per addizione che viene spesso cominciata da prodotti (detti iniziatori) capaci di produrre radicali, come ad esempio i perossidi.
La reazione è esotermica e perciò bisogna regolare la temperatura per evitare il surriscaldamento del reattore.
La produzione avviene secondo diverse modalità, a seconda del tipo di impianto e dei volumi di produzione coinvolti:

Codice identificativo di riciclaggio del polistirene

- in massa: il reattore contiene solo lo stirene e l'iniziatore, la temperatura viene mantenuta tra i 50 °C e i 150 °C;
- in sospensione: lo stirene viene mantenuto sospeso in acqua per agitazione continua; l'aggiunta dell'iniziatore provoca la polimerizzazione delle gocce di stirene, che si trasformano in sferette di polimero;
- in emulsione: lo stirene viene mantenuto in emulsione in acqua attraverso opportuni prodotti tensioattivi.

Variando le condizioni di reazione è possibile regolare la lunghezza delle catene polimeriche, solitamente costituite da un numero di monomeri compreso tra 500 e 2.000. Inoltre la lunghezza della catena determina la viscosità del polimero.
Utilizzando appropriati catalizzatori di Ziegler-Natta, si può ottenere polistirene sindiotattico, altamente cristallino ma di scarsa importanza commerciale.
Il polistirene viene generalmente venduto in forma di sferette o piccoli chips trasparenti, adatti per essere fusi e iniettati negli stampi o trasformati, per calandratura, in lastre per termoformatura o per l'accoppiaggio.

## Proprietà

Polistirene espanso visto attraverso un microscopio elettronico a scansione del MUSE.

In forma non espansa la sua densità è pari a circa 1050 kg/m3, mentre si va da 15 kg/m3 a 100 kg/m3 nella forma espansa. È trasparente, duro e rigido. Possiede inoltre discrete proprietà meccaniche ed è resistente a molti agenti chimici acquosi. È anche un ottimo isolante elettrico per condensatori, ed è praticamente anigroscopico.
Può essere facilmente colorato, sia con tinte lucide sia opache. L'aggiunta del colore può essere fatta al momento dello stampaggio, aggiungendo il pigmento direttamente nello stampo, oppure prima dello stampaggio, inglobando il pigmento nella massa del polimero prima di ridurlo in chips per lo stampaggio.

## Applicazioni

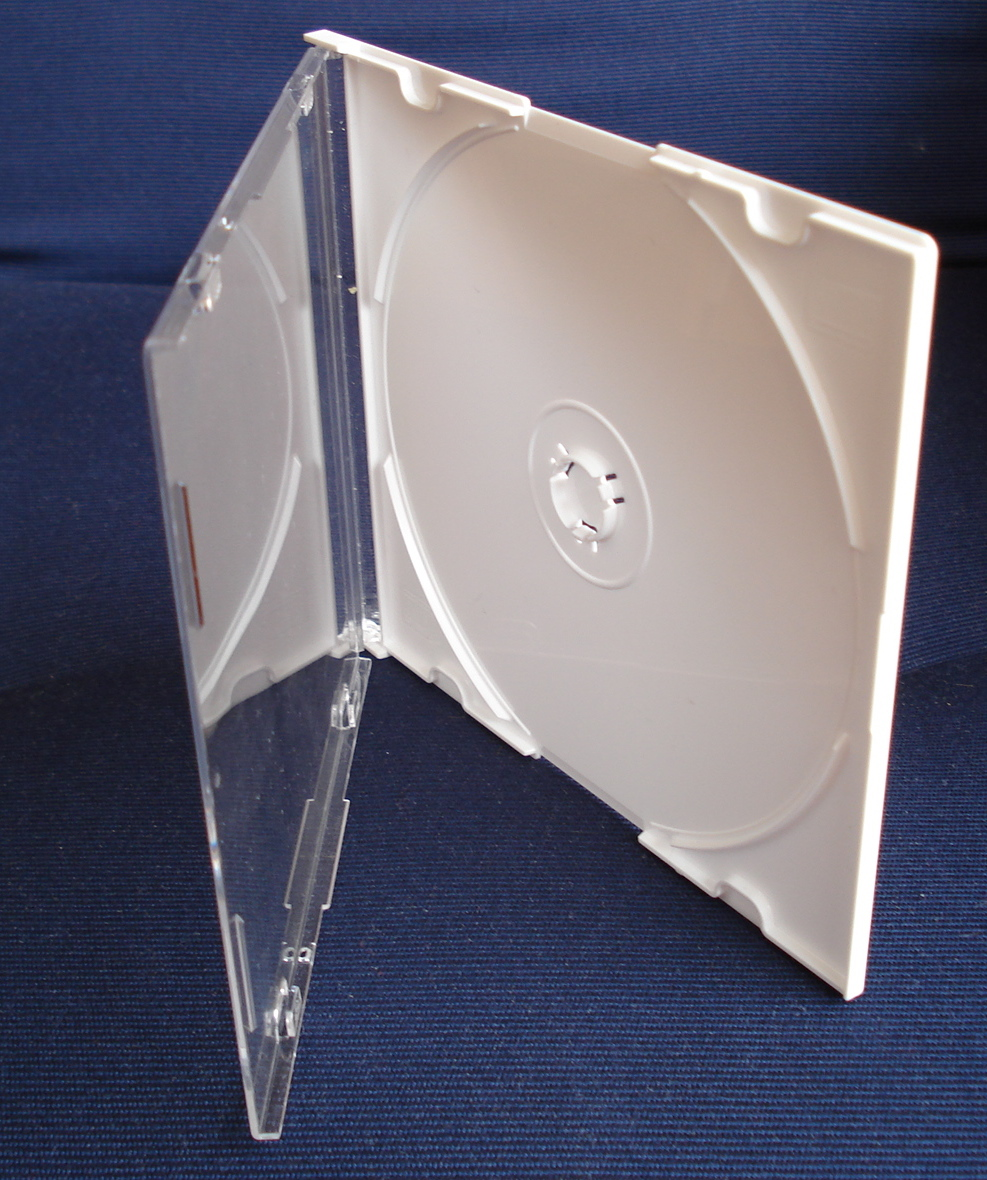
Custodia per CD realizzata in polistirene generico (PS) e polistirene high impact (HIPS)

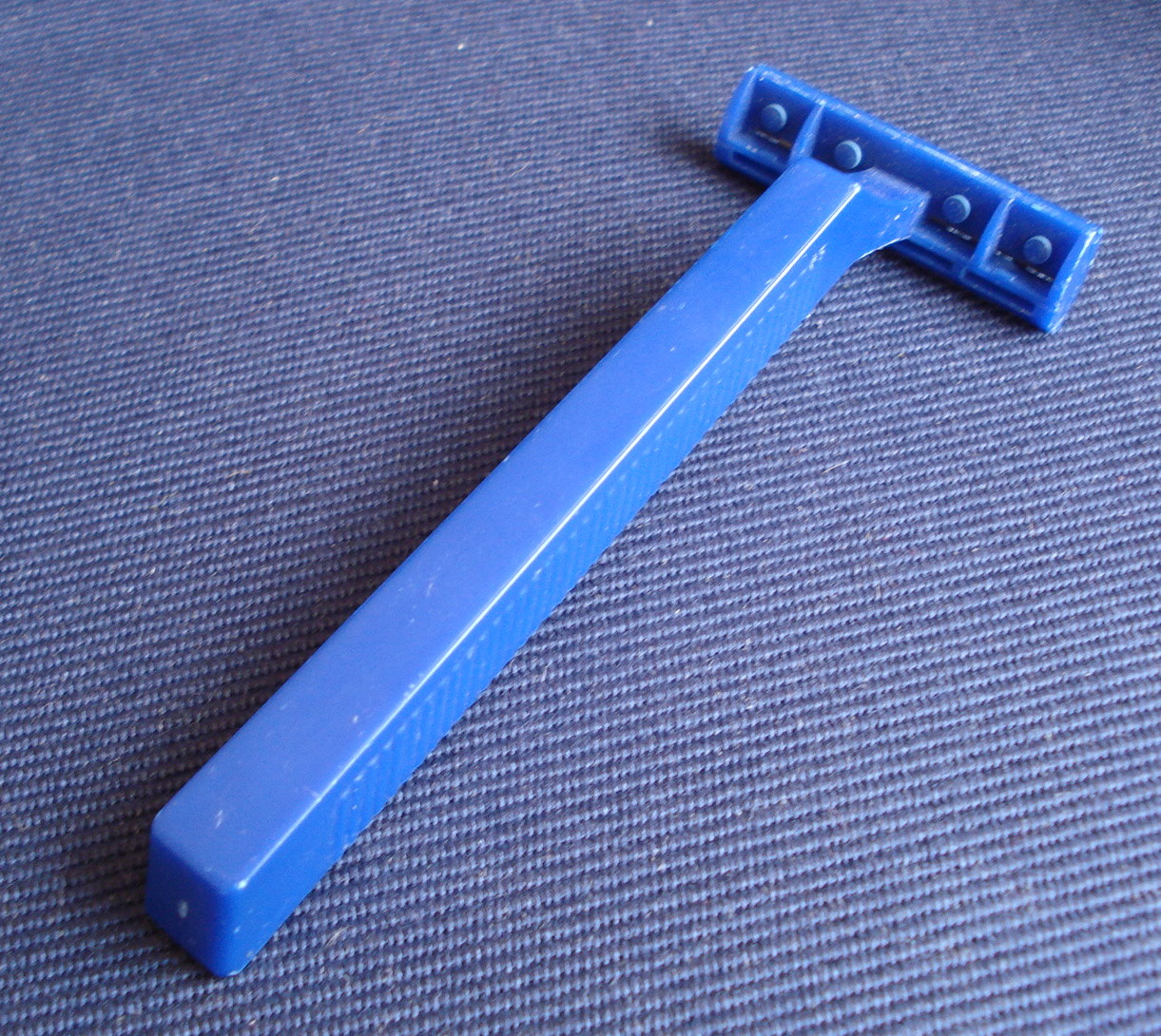
Rasoio usa e getta in polistirene

Il polistirene (PS) viene usato in molti settori applicativi per le sue proprietà meccaniche ed elettriche.
Nell'industria alimentare viene usato per produrre posate e piatti di plastica, involucri per le uova, barattoli per yogurt, frequentemente nella sua variante antiurto (HIPS).
Nell'industria manifatturiera viene impiegato ovunque serva una plastica rigida ed economica, come per i contenitori dei CD e DVD, porta targhe, modellini in plastica. La produzione può avvenire per termoformatura o stampaggio a iniezione.
Nei laboratori di ricerca e di analisi si fa largo uso di piastre di Petri, provette e micropiastre di polistirene.
Le lastre trasparenti vengono vendute per bricolage con il nome di vetro sintetico.
Inoltre viene utilizzato come materiale per la creazione di modelli al posto della cera nei processi di fonderia detti a microfusione (lost foam). Il vantaggio rispetto alla cera, che deve essere sciolta e fatta uscire dallo stampo, è che il polistirene, a contatto con il metallo fuso, sublima lasciando così la cavità vuota.

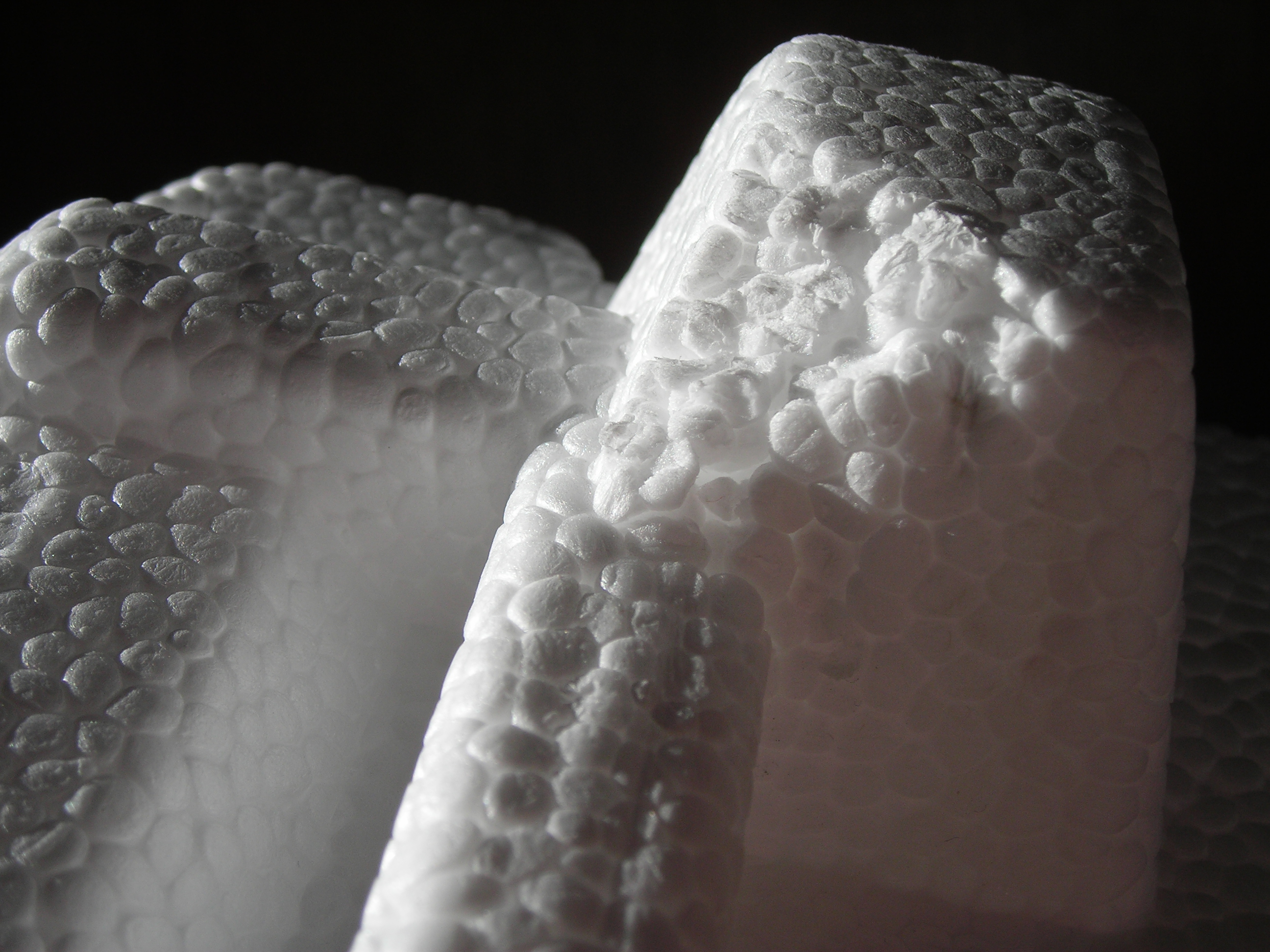
Imballaggio in polistirene

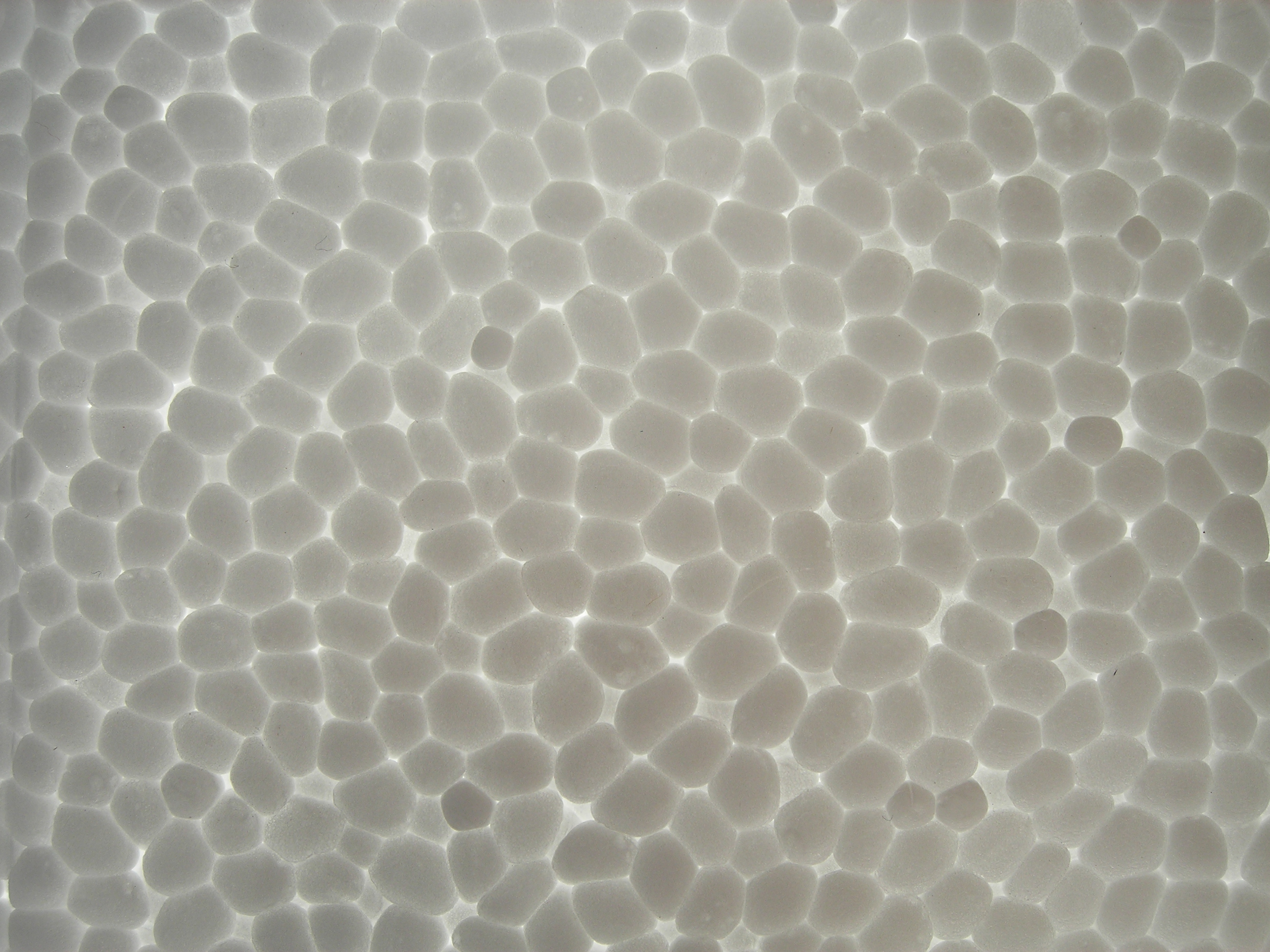
Una lastra di polistirene spessa circa 1 cm attraversata dalla luce solare.

### Polistirene Espanso Sinterizzato (EPS)
Si ottiene immergendo in acqua granuli di polistirene e aggiungendo all'acqua una quantità di pentano dal 2% all'8%. Quindi si comprime il tutto e il pentano (che è insolubile in acqua) si diffonde nei granuli. I granuli così trattati possono essere stoccati per qualche mese prima di subire l'espansione. 
Per l'espansione i granuli vengono posti in una camera con una parete mobile. Viene soffiato dentro vapore acqueo a circa 120-130 °C provocando il rammollimento della plastica e il successivo rigonfiamento dovuto all'ebollizione del pentano imprigionato nel polimero. Si ottengono quindi sferette di schiuma di polistirene. La temperatura del vapore viene quindi innalzata per fare fondere la superficie esterna delle sferette.
In seguito la parete mobile della camera si sposta come in una pressa e sinterizza il monoblocco di pallini di EPS. Solitamente questi blocchi devono essere tagliati in lastre per poter essere venduti, e il taglio può avvenire con un filo caldo o con un filo a movimento intermittente. La densità che si raggiunge è di 20–80 kg/m³.
L'espanso trova ampio uso nella produzione di imballaggi. Inoltre, essendo un isolante termico è molto usato in edilizia per l'isolamento degli edifici e nella realizzazione di pannellature sandwich isolanti o per il cosiddetto "isolamento a cappotto", per cui viene utilizzato l'EPS 120 in pannelli (dove 120 è il valore espresso in kPa della pressione necessaria a ridurre del 10% lo spessore del pannello, secondo UNI EN 826 [metodo di prova] e UNI EN 13163 [specifiche prodotto]).

### Polistirene espanso estruso (XPS)
I granuli di polistirene vengono immessi in un estrusore a vite senza fine dove vengono fusi; si insuffla poi del gas in pressione, e il fuso esce nella forma voluta attraverso una trafila posta in testa all'estrusore. All'uscita, la differenza di pressione determina la schiumatura del gas dal polistirene. 
La densità che normalmente raggiunge in questo modo è di circa 35 kg/m3 ma è possibile raggiungere densità sia inferiori sia maggiori (dai 25/28 kg/m3, fino a circa 50 kg/m3).
Viene utilizzato in edilizia per l'isolamento termico: rispetto all'EPS, è in grado di sostenere pesi maggiori, il che ne rende idonea l'installazione al di sotto di pavimentazioni e addirittura sotto le fondazioni degli edifici.

### Polistirene antiurto (HIPS)
Il polistirene antiurto (o polistirene ad alto impatto o HIPS, dall'inglese High Impact PolyStyrene) è costituito da polistirene e gomma stirene-butadiene (o gomma SBR), combinati per ottenere una plastica meno fragile del polistirene generico. La presenza di una seconda fase nel materiale è responsabile per il colore bianco e la perdita di trasparenza, causata dal fenomeno della diffusione ottica.

## Impatto ambientale

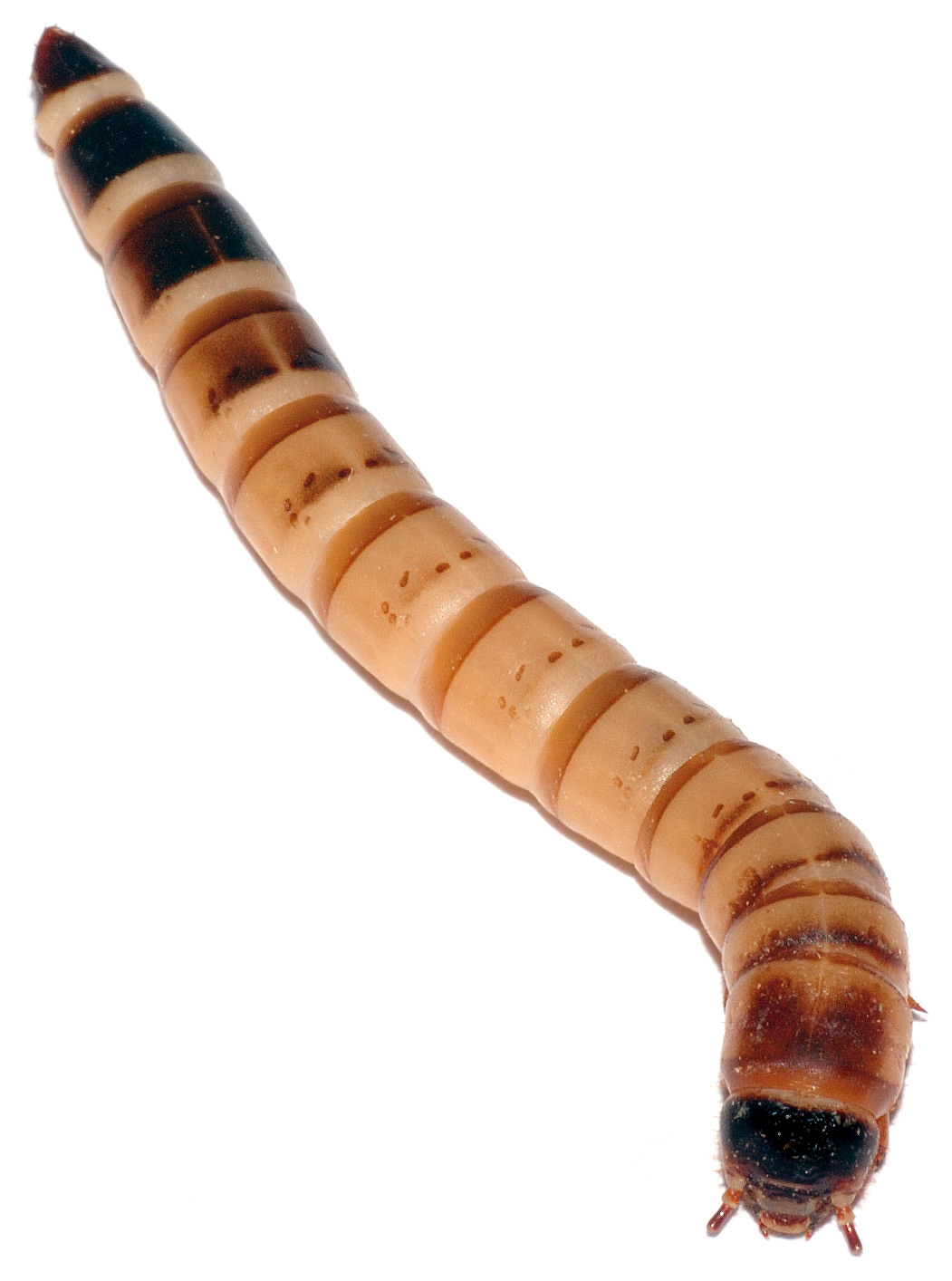
Una larva di Zophobas morio lunga 6 cm

Se non riciclato, il polistirolo è dannoso per l'ambiente.
Le larve del coleottero Zophobas morio sono state osservate nel 2022 da un gruppo di ricercatori dell’Università del Queensland mangiare il polistirolo, ciò è oggetto di studio allo scopo di tamponare l'impatto ambientale del polistirolo stesso.